# 戦国甲子園〜九犬士伝説〜
『戦国甲子園〜九犬士伝説〜』（せんごくこうしえん きゅうけんしでんせつ）は、桐山光侍による日本の漫画作品。

## 概要
月刊少年漫画雑誌『週刊少年サンデー増刊号』（小学館）1991年1月号から連載開始、その後『週刊少年サンデー』本誌へ移籍し1991年33号から1992年27号まで掲載された。単行本は小学館：少年サンデーコミックスより全6巻（なお最終5話は単行本未収録）。
曲亭馬琴『南総里見八犬伝』をモチーフにした高校野球漫画。ただし、主人公が犬江親兵衛、ヒロインの名前が「静姫」、犬川荘助の背番号が「智」など、鎌田敏夫『新・里見八犬伝』もしくは同作を原作とした映画『里見八犬伝』に準じた設定が見られる。

### 連載終了と桐山の集英社移籍
作者の桐山は、本作の連載終了直後に集英社へ電撃移籍、まもなく『週刊少年ジャンプ』で『NINKU -忍空-』の連載を開始した。

## あらすじ
大阪代表・石田高校は、6年連続春夏甲子園優勝の強豪。決勝戦の相手となった西東京代表・徳川高校は、石田高校と唯一互角に戦いながらも石田高校リードの場面で試合が続行不能となり、そのまま敗れ去った。
（延長18回表に先攻の石田高校が一点先制し、そこで落雷により試合続行不可能となり18回裏の攻撃がなくなり徳川高校が敗戦。ただし本来のルールではこの場合は18回のイニングが成立しないので18回表も無効となりタイゲームの再試合となる）
それから24年。石田高校は30年連続春夏甲子園優勝と言う圧倒的な実力を持って高校野球界に君臨していた。一方の徳川高校は、その後一度も甲子園に出場することなく、野球部はいまや廃部の危機に陥っていた。その徳川高校野球部に、かつて石田高校と決勝戦で争ったメンバーの息子たちがチームメイトとして集まった。その目的は、かつて父親たちを破った石田高校への雪辱戦である。

## 主な登場人物

### 徳川高校
犬江 親兵衛
背番号「仁」。4番キャッチャー。
主人公。ツリ目と1本だけ渦巻いた前髪が特徴。アメリカからの帰国子女で、当地でのある出来事から無口で無表情になっているが、根は義理堅い熱血漢で、感情が行動に出るタイプ。
犬山 道節
背番号「忠」。3番ピッチャー。
典型的な熱血漢で、直情径行だが強いリーダーシップでチームを引っ張っていく。
犬塚 信乃
背番号「孝」。2番サード。
荘助と同じ伊賀忍者の出身で、クールな性質で新兵衛や道節のストッパー役を務める。隻眼。
犬川 荘助
背番号「智」。1番ショート。
高校生には見えない小柄な体格で、キャップは後ろ前にかぶっている。無表情で常に舌を出しており、喋る言葉は「イガ」のみ。伊賀で忍術の修行を受けており、見た目に反する人並み外れた運動神経と忍術で活躍する。共に忍術の修行を受けた信乃と仲がいい。
『NINKU -忍空-』の主人公、風助の元になったキャラクター。
犬坂 毛野
背番号「礼」。5番セカンド。
長髪の美形で、拳法の技を守備に活かしている。
犬飼 現八
背番号「信」。7番レフト。
現七とはいとこ同士（父親が双子）。
犬飼 現七
背番号「信信」。6番センター。
現八といとこ同士で、ほくろの位置以外はそっくり。『八犬伝』には存在しないキャラクターで、野球のメンバー構成に合わせて生み出された存在。
犬田 小文吾
背番号「悌」。8番ライト。
とにかく背が高く、首から下しか描かれたことがない。新兵衛以上に無口で、ほとんど意思表示をしない。
犬村 大角
背番号「義」。9番ファースト。
もともとはライバル校の石田高校に在籍していたが、終盤で本来いるべき徳川高校へ寝返る。その出自ゆえ、石田高校では孤独を強いられていた。
里見 義実
野球部監督。普段は飄々としているが、ここぞというときに的確な指示を送る策士。
里見 静姫
監督の孫娘で、野球部マネージャー。
ヒロイン。ショートカットの美少女。